# Pomoc Żołnierzowi

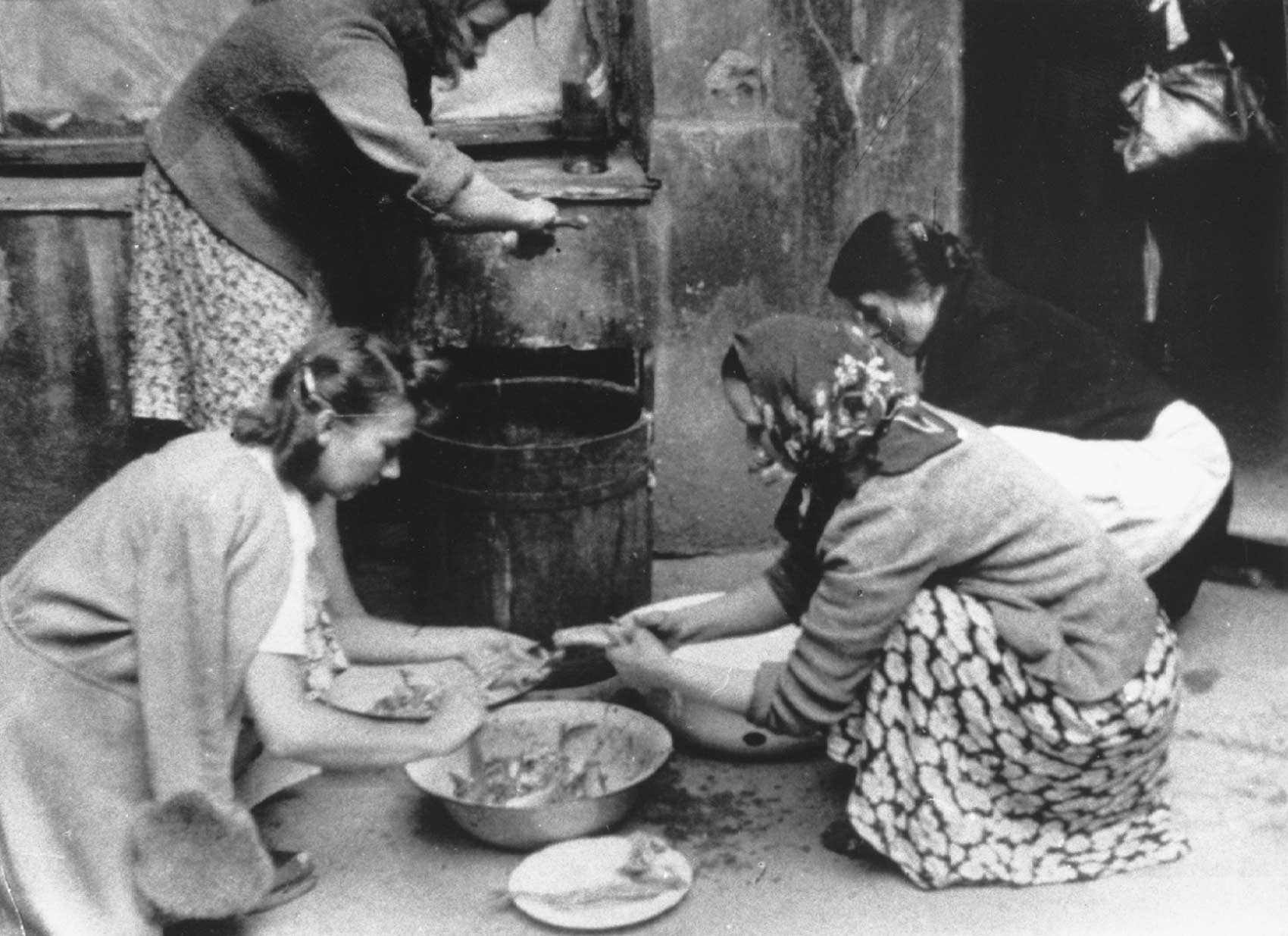
Peżetki w kuchni polowej w czasie powstania warszawskiego

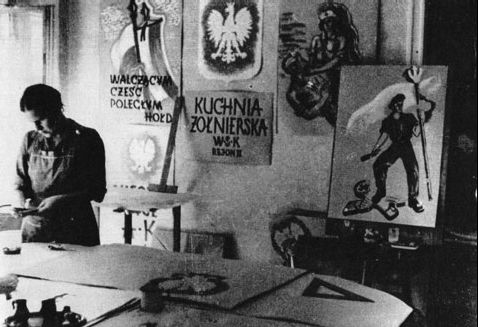
Produkcja plakatów w czasie powstania przy ul. Wilczej. Drugi od prawej plakat na ścianie to plakat Pomocy Żołnierzowi

Pomoc Żołnierzowi (PŻ) – organizacja kobieca powstała w marcu 1942 roku początkowo jako referat, a później samodzielny podwydział w strukturze Biura Informacji i Propagandy Komendy Głównej AK, ściśle współpracująca z Wojskową Służbą Kobiet. Celem tej organizacji była opieka nad żołnierzami AK. Jej członkinie zwane były potocznie „peżetkami”.
Komórki PŻ powstały również w innych obwodach AK, poza Warszawą.

## Zadania PŻ

### Okres 1943–1944
Zgodnie z „Wytycznymi organizacyjnymi akcji Pomocy Żołnierzowi” z 17 marca 1943 roku ogłoszonymi przez komendanta głównego AK gen. Stefana Roweckiego, do zadań referatów PŻ należało:
1. „organizowanie i szkolenie kadry instruktorskiej PŻ,
2. przygotowanie planów przyszłej działalności,
3. pomoc własnym oddziałom partyzanckim,
4. organizowanie szerszej współpracy społeczeństwa w dziedzinie pomocy żołnierzowi ma być dopiero w chwili wybuchu powstania lub bezpośrednio przed tym, jeżeli zostanie wydane w tym kierunku zarządzenie”[2].

W tym samym dokumencie zostały sformułowane zadania PŻ na okres Powstania i Organizacji Sił Zbrojnych:
1. „prowadzenie żołnierskich gospód frontowych, dworcowych, garnizonowych i dla poborowych,
2. planowanie i kierowanie akcją pomocy pośredniej, prowadzonej przez czynniki społeczne (np. dary dla żołnierzy),
3. opieka nad żołnierzem rannym i chorym (rozrywki, odwiedziny, pisanie listów),
4. współudział w wykonywanej przez czynniki państwowe i społeczne opiece i pomocy dla inwalidów i rodzin żołnierzy (zwłaszcza sierot).”[2]

W planowanych przez podwydział działaniach decydującą rolę miały odegrać komitety i koła PŻ, dla których ustalono następujące zadania:
1. „ujęcie we wspólną ramę poczynań społeczeństwa mających na celu dobro żołnierza,
2. inspirowanie i popularyzacja pomocy żołnierzowi wśród najszerszych warstw społeczeństwa”[2].

Podwydziałem kierowała mjr Hanna Łukaszewicz „Ludwika” (od momentu jego powołania aż do marca 1945 roku). Podwydział podzielono na 4 referaty:
- Referat Organizacyjny – kierowany przez zastępczynię komendantki kpt. Marię Roerichową „Inę”
- Referat Propagandowo–szkoleniowy (lub ds. planowania i szkolenia[2]) – kierowany przez zastępczynię komendantki kpt. Hannę Wentlandtową „Zofkę”,
- Referat Gospodarczy (lub ds. gospodarczo-zaopatrzeniowych[2]) – kierowany przez zastępczynie komendantki: kpt. Helenę Pleszczyńską „Elżbietę” i Wandę Kacprzakową „Celinę”
- Referat Pomocy Społecznej.

Podstawową działalności „peżetek” miała być organizacja i prowadzenie gospód żołnierskich i domów żołnierza. W „Wytycznych organizacyjnych pracy w domach i gospodach żołnierskich” zadania te ujęto tak:
„Zadaniem gospód żołnierskich jest:
1. organizować i tak wypełniać wolne chwile żołnierza, aby wypoczynek znalazł i rozrywkę, a jednocześnie wywierać wpływ na kształtowanie jego nastrojów,
2. o ile warunki na to pozwolą, rozwijać i rozszerzać jego wykształcenie oraz podnosić jego poziom kulturalny,
3. w miarę możliwości wydawać pożywienie, urozmaicające lub dopełniające normalną strawę żołnierza (napojów alkoholowych wydawać ani spożywać w gospodach nie wolno),
4. prowadzić sklepiki żołnierskie, zaopatrzone w najniezbędniejsze dla żołnierza artykuły,
5. spełniać rolę łącznika między społeczeństwem a wojskiem,
6. wypełniać inne zadania mogące powstać w warunkach wojennych (np. niesienie doraźnej pomocy sanitarnej, ratunkowej i higienicznej itp.)”[2].

### W czasie powstania warszawskiego
Podczas powstania warszawskiego organizacja liczyła około dwustu osób, głównie kobiet. Zorganizowały one ponad 30 gospód, które zapewniały powstańcom wyżywienie, opiekę nad rannymi, pranie i naprawę odzieży, oraz dawały możliwość wypoczynku: w prowadzonych przez nie gospodach można było posłuchać radia, poczytać książki i prasę powstańczą, pośpiewać. Organizowano w nich koncerty i kominki, ale też odprawiano msze święte. Peżetki dbały o morale, nosiły żywność również na barykady. Obsadę każdej z gospód stanowiło od sześciu do dziewięciu „peżetek” (dzieliły się one na instruktorki i ochotniczki). W lokalach znajdowały się odbiorniki radiowe, patefony z licznymi płytami i egzemplarze aktualnej prasy powstańczej, szachy i warcaby. Miejsca te były dla żołnierzy schodzących z pierwszej linii enklawami spokoju i normalnego życia. W gospodach występowali również znani artyści przedwojennych scen warszawskich: Mira Zimińska-Sygietyńska, Mieczysław Fogg, Jan Ekier, Irena Dubiska, Leon Schiller, Danuta Szaflarska, Tadeusz Fijewski i inni.
W czasie powstania poległo około pięćdziesięciu „peżetek”. Wiele z tych, które przeżyły, po wypędzeniu z Warszawy poszło ochotniczo z powstańcami do stalagów i oflagów, aby tam im pomagać.

### Po powstaniu
Rozkazem z 7 grudnia 1944 roku komendant AK gen. Leopold Okulicki podniósł rangę PŻ do poziomu wydziału BIP KG AK, nadając mu nowe zadania:
- „prowadzenie w oddziałach leśnych, szpitalach oraz wobec chorych i rannych w szpitalach oraz poza szpitalami, wobec żołnierzy urlopowanych i inwalidów wojennych pracy wychowawczo-oświatowej,
- pomoc w podniesieniu warunków kulturalnych, zdrowotnych i wyżywieniowych żołnierzy znajdujących się w szczególnie trudnych warunkach (np. oddziały leśne, chorzy poza szpitalami, urlopowani itp.) przez dopełnienie ich zaopatrzenia,
- utrzymanie łączności pomiędzy społeczeństwem a żołnierzem walczącym, rannym lub niezdolnym do służby”[2].

W marcu 1945 roku komendantka PŻ mjr Hanna Łukaszewicz została aresztowana przez NKWD. Jej dalsze losy nie są znane.

## Lokalizacje niektórych gospód w czasie powstania warszawskiego

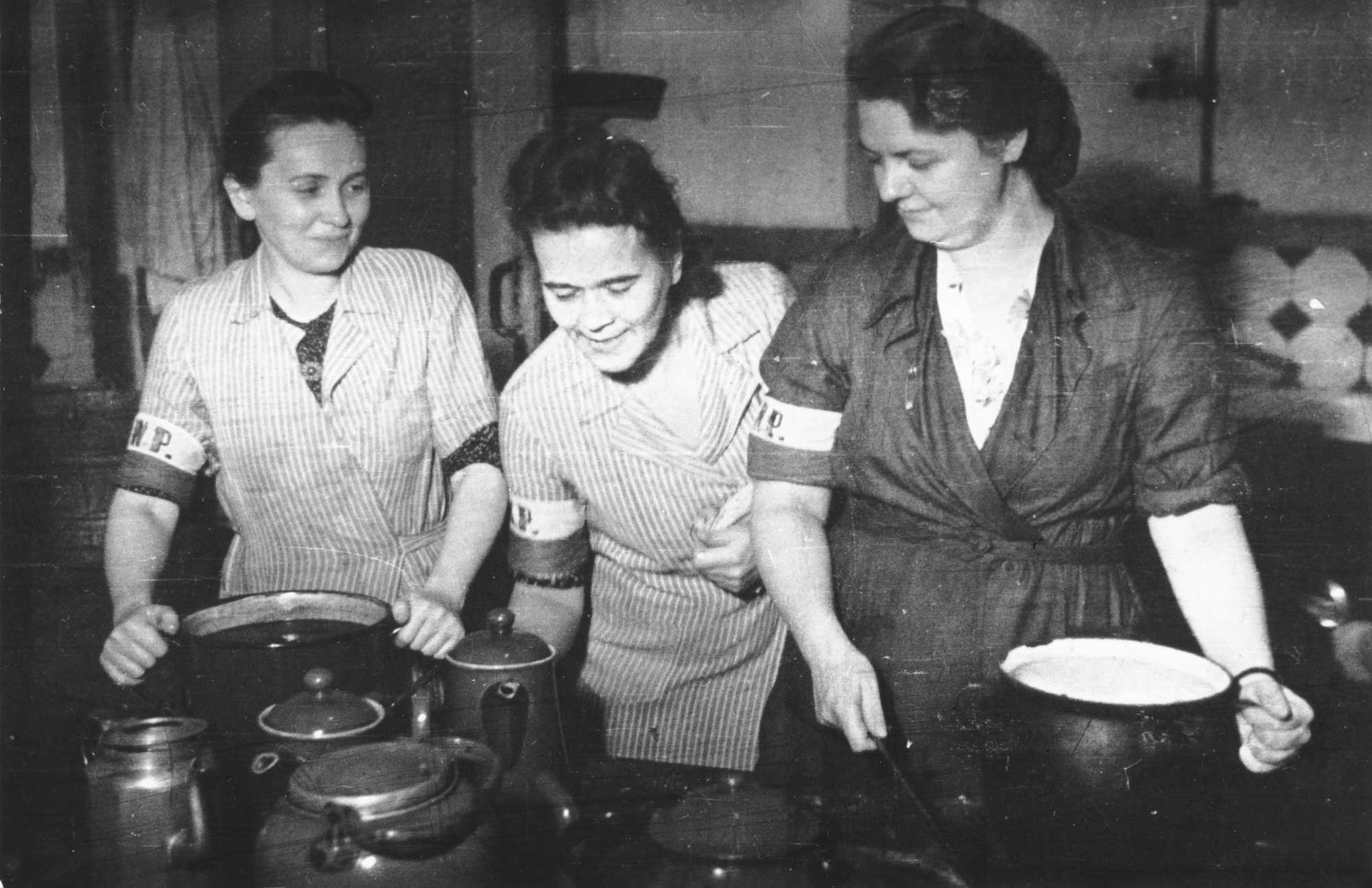
Kuchnia powstańcza przy ul. Moniuszki

- w gmachu restauracji „Adria” przy ulicy Moniuszki 10 (obecnie Moniuszki 8)[5]
- w gmachu PKO przy ulicy Świętokrzyskiej[2]
- na Poczcie Głównej[2]
- przy ulicy Kruczej 11[2][6]
- przy ulicy Mokotowskiej 39[2]
- przy ulicy Wareckiej[7]
- w gmachu kina Palladium przy ulicy Złotej 7/9[4]
- przy ulicy Siennej[8]
- w podziemiach gmachu Związku Nauczycielstwa Polskiego przy ul. Smulikowskiego[8] 6/8[2].
- przy ulicy Smulikowskiego 1[2].

## Niektóre „Peżetki”
- mjr Hanna Łukaszewicz „Ludwika” – kierowniczka podwydziału
- Aleksandra Mianowska „Kama”, „Krysta” – komendantka komórki PŻ w Krakowie[9]
- Stefania Skwarczyńska „Maria” i „Jarema” – komendantka komórki PŻ we Lwowie
- kpt. Helena Pleszczyńska „Elżbieta” – zastępczyni komendantki, kierująca referatem gospodarczym[2]
- Wanda Kacprzakowa „Celina” – zastępczyni komendantki, kierująca referatem gospodarczym[2]
- kpt. Maria Roerichowa „Ina” – zastępczyni komendantki, kierująca referatem organizacyjnym[2]
- kpt. Hanna Wentlandtowa „Zofka” – zastępczyni komendantki, kierująca referatem propagandowo-szkoleniowym[4][2]
- Wanda Prażmowska-Ivánka „Teresa” – referentka aprowizacji gospód żołnierskich
- Anna Fiszerowa „Ewa” – odpowiedzialna za sprawy artystyczno-oświatowe
- Janina Bobowska-Puczyńska „Isia” – odpowiedzialna za łączność i sekretariat
- Stefania Zacharzewska „Małgorzata” – sekretariat szefostwa podwydziału
- Dyoniza Wyszyńska „Bronisława” – działania przygotowawcze do walki zbrojnej[2]
- Krystyna Kielan
- Hanna Regulska „Ofka”[8]
- ppor. Irena Straszewska „Janka”
- por. Janina Świerzyńska „Ela”
- Michalina Wieszeniewska „Czesława”, „Ciocia Antosia”, „Antosia”

- obsada gospody nr 10 przy ul. Smulikowskiego[2]: Janina Chrzan–Sikorska „Janeczka” (komendantka), Anastazja Brodziakowa „Lina” (zastępczyni)[8] oraz instruktorki: Halina Szczepańska–Szyderska „Inez” i Barbara Kruczyńska–Ankowicz „Wita”

- NN „Scarlet”[7].